# Illuvial
illuvial ist ein Begriff der Geologie und vor allem der Bodenkunde und bezeichnet die natürliche Anreicherung von Stoffen. Dies kann geschehen durch:
- chemische Ausfällung bestimmter Stoffe.
- Rückhaltung der Stoffe durch mechanische Vorgänge.

In der Bodenkunde werden die durch diese Prozesse gebildeten Böden als illuviale Böden bezeichnet.